# 칠세제단비
창녕장씨 칠세제단비(昌寧張氏 七世祭壇碑)

## 기본 정보
창녕군 부곡면 부곡촌 뒷산에 있으며, 9세(世) 휘 구성(九成)으로부터 15세 휘 자 홍(自洪)까지 7대 10위(배위 3위 포함)에 대한 상하 좌우의 산재(散在) 묘소가 임 진왜란으로 비석과 표석이 없어져서 위차(位次)를 알지 못하므로 이에 제단을 설 치하여 대대로 세일제(歲一祭)를 받들어 왔는데, 지난 1979년에 후손 눌암공 휘 두한(斗翰)이 비문을 지어서 세운 것이다.
창녕 부곡촌 뒷산에 있는 선조 제단비 (후손 訥庵公 斗翰 찬)